# Maksym III Mazloum
Maksym III, (Michał Mazloum) (ur. w listopadzie 1779 w Aleppo, zm. 23 sierpnia 1855) – melchicki katolicki 163 patriarcha Antiochii, Jerozolimy i całego Wschodu.
15 kwietnia 1806 przyjął święcenia kapłańskie od arcybiskupa Agapiusza III Matara.
26 lipca 1810 został tytularnym arcybiskupem syryjskiego Hieropolis, ingres 6 sierpnia 1810 (do 16 grudnia 1816). 17 grudnia 1816 został tytularnym arcybiskupem Abydus (do 28 kwietnia 1817), 29 kwietnia 1817 tytularnym arcybiskupem Myry do 23 marca 1833.
24 marca 1833 został patriarchą Antiochii. W 1838 otrzymał od papieża Grzegorza XVI ad personam tytuły patriarchy Jerozolimy i Aleksandrii jako wynik migracji melchitów do Egiptu i Palestyny. Tytuły te są do dziś używane przez patriarchów Antiochii.
4 kwietnia 1841 ustanowił dla kościoła melchickiego Święto Nawiedzenia, wspominane na każdego 25 kwietnia.
Wielokrotnie odwiedzał Francję, gdzie zabiegał o wsparcie dla melchickiego Kościoła. W latach 1821 – 1823 jako arcybiskup Myry spędził trzy lata we Francji, gdzie z pomocą króla Ludwika XVIII konsekrował melchicki Kościół Najświętszej Marii Panny z Myry. W 1841 już jako patriarcha znów odwiedził Paryż, a następnie złożył wyrazy oddania i jedności papieżowi Grzegorzowi XVI.
W 1841 podczas pobytu w Paryżu przyjął dla siebie i swoich następców tytuł Protektora Rycerskiego Zakonu św. Łazarza z Jerozolimy, który po zniesieniu unii personalnej ze zlikwidowanym Zakonem Najświętszej Marii Panny z Góry Karmel pozostawał bez opieki królów Francji. Zakon Rycerzy św. Łazarza cieszył się przywilejami instytucji ponadnarodowej, ustanowionej na prawie kanonicznym. Patriarcha Kościoła melchickiego był w tym czasie jedynym (zatwierdzonym przez papieża) katolickim, urzędującym de facto patriarchą Jerozolimy. (Melchiccy patriarchowie Jerozolimy służyli za protektorów zakonu św. Łazarza jeszcze w początkach jego istnienia). Patriarcha Maksym III przyjął także tytuł generalnego administratora zakonu św. Łazarza z przywilejami namiestnika. Od tego czasu aż do 1910 kolejni melchiccy patriarchowie administrowali tym rycerskim zakonem, a po dziś dzień pełnią zaszczytną rolę duchowego protektora.
Jego pełny tytuł zatwierdzony przez Stolicę Apostolską w Rzymie brzmiał: 163 (od św. Piotra) Patriarcha (Batriyark) Antiochii, Cylicji, Syrii, Iberii, Arabii, Mezopotamii, Pentapolis, Etiopii, całego Egiptu i całego Wschodu, Ojciec Ojców, Kapłan Kapłanów, Biskup Biskupów, Trzynasty z Apostołów, Drugi po Stolicy Piotrowej (po papieżu).

## Cywilny zwierzchnik Melchitów
Jako patriarcha rezydował w libańskim Bejrucie. Był jednym z najważniejszych patriarchów katolickiego kościoła melchickiego. W 1837 uzyskał od Imperium Osmańskiego cywilną władzę (tzw. prawo separacji narodu „rum millet” nad chrześcijańskimi mieszkańcami terytorium podległych mu patriarchatów. W roku następnym przywilej ten zatwierdził Grzegorz XVI. Dzięki temu Maksym III jako pierwszy zaczął używać w herbie patriarchatu królewskiej korony, symbolu suwerennej władzy nad narodem Melchitów.
W 1831 popierał inwazję Ibrahima Paszy (syna Wicekróla Egiptu Mohameda Ali i zwolennika wolności religijnej) na Syrię.